# Força Aérea Nacional Angolana
La Força Aérea Nacional Angolana, spesso abbreviata in FANA, è l'attuale aeronautica militare dell'Angola e parte integrante delle forze armate dell'Angola.
La FANA fu fondata dopo l'inpendenza dell'Angola dal Portogallo, il 21 gennaio 1976 come Força Aérea Popular de Angola/Defesa Aérea e Antiaérea (FAPA/DAA)) e inizialmente aveva in dotazione gli aeromobili abbandonati dalla Força Aérea Portuguesa. La FAPA/DAA ha combattuto diverse battaglie contro aerei della Suid-Afrikaanse Lugmag sudafricana.
La forza aerea ha basi a Luanda, Belas, Luena, Kuito, Lubango e Moçâmedes. Secondo il The World Factbook, edito dalla CIA, il nome attuale è stato assunto nel 2007.

## Distintivi ottici di riconoscimento
Durante la sua storia la forza aerea angolana ha mutato la grafica dei distintivi di riconoscimento applicati ai propri velivoli, mantenendo nel corso del 1975, anno della sua istituzione, la coccarda originale belga a tre colori concentrici abbinata al fin flash che riproduce la Bandiera dell'Angola stilizzata, una stella gialla su campo rosso e nero, per adottare subito dopo una "coccarda" anch'essa più attinente alla simbologia della bandiera nazionale.
L'attuale grafica prevede una versione corretta della prima coccarda a schema rosso-nero adottando un Tae-Geuk che fa da sfondo alla stella gialla da apporre sulle superfici alari e sull'impennaggio abbinandola, nei velivoli da trasporto, con la bandiera nazionale applicata sui lati della fusoliera.
| Coccarda | Simbolo di fusoliera | Simbolo su impennaggio | Periodo di utilizzo   | Note |
| -------- | -------------------- | ---------------------- | --------------------- | ---- |
|          | nessun dato          |                        | 1975                  |      |
|          |                      |                        | 1975 - 1980           |      |
|          |                      |                        | Dal 1980 fino ad oggi |      |

## Aeromobili in uso
Sezione aggiornata annualmente in base al World Air Force di Flightglobal del corrente anno. Tale dossier non contempla UAV, aerei da trasporto VIP ed eventuali incidenti accorsi durante l'anno della sua pubblicazione. Modifiche giornaliere o mensili che potrebbero portare a discordanze nel tipo di modelli in servizio e nel loro numero rispetto a WAF, vengono apportate in base a siti specializzati, periodici mensili e bimestrali. Tali modifiche vengono apportate onde rendere quanto più aggiornata la tabella.
| Aeromobile                           | Origine                 | Tipo                                     | Versione (denominazione locale)   | In servizio (2024) | Note | Immagine |
| Aerei da combattimento               |                         |                                          |                                   |                    | |          |
| Mikoyan-Gurevich MiG-21 Fishbed      | Unione Sovietica        | caccia intercettoriconversione operativa | MiG-21bis MiG-21MFMiG-21U/UM      | 23                 | |          |
| Mikoyan-Gurevich MiG-23 Flogger      | Unione Sovietica        | caccia intercettoriconversione operativa | MiG-23MLMig-23UB                  | 22                 | |          |
| Sukhoi Su-27 Flanker                 | Unione Sovietica        | caccia intercettoriconversione operativa | Su-27S Flanker-BSu-27UB Flanker-C | 1                  | 18 consegnati. A tutto il dicembre 2022 secondo il WAF di Flightglobal, risulta in servizio un solo esemplare. |          |
| Sukhoi Su-22 Fitter                  | Unione Sovietica        | cacciabombardiere                        | Su-22M-4K                         | 14                 | 24 esemplari ex slovacchi consegnati. |          |
| Sukhoi Su-25 Frogfoot                | Unione Sovietica        | attacco al suoloconversione operativa    | Su-25KSu-25UB                     | 65                 | |          |
| Sukhoi Su-30 Flanker                 | Russia                  | caccia multiruolo                        | Su-30KN                           | 12                 | 12 ordinati di seconda mano dall'India. I primi 2 esemplari sono stati consegnati a settembre 2017. Consegne completate a maggio 2019. |          |
| Embraer A-29 Super Tucano            | Brasile                 | COIN aereo d'attacco leggero             | A-29                              | 6                  | 6 A-29 ordinati nel 2012, con i primi tre esemplari consegnati a gennaio 2013. |          |
| Impieghi speciali                    |                         |                                          |                                   |                    | |          |
| CASA C-212 Aviocar                   | Spagna                  | Aerei da pattugliamento marittimo        | C-212 MPA                         | 1                  | |          |
| Cessna Citation I                    | Stati Uniti             | Aerei da pattugliamento marittimo        | Citation I MPA                    | 1                  | |          |
| CASA C-295                           | Europa                  | Aerei da pattugliamento marittimo        | C-295 MSA                         | 0                  | 2 C295 MSA da ricerca e sorveglianza ordinati ad aprile 2022. |          |
| Daher Kodiak                         | Stati Uniti Francia     | aereo da sorveglianza                    | Kodiak 100                        | 1                  | 1 Kodiak 100 ordinato il 1 febbraio 2024, più uno in servizio alla stessa data. |          |
| Aeromobili a pilotaggio remoto - UAV |                         |                                          |                                   |                    | |          |
| TAI Aksungur                         | Turchia                 | UAV                                      | Aksungur                          | 0                  | Un numero imprecisato di Aksungur ordinatica marzo 2023. |          |
| Aerei da trasporto                   |                         |                                          |                                   |                    | |          |
| Antonov An-12 Cub                    | Unione Sovietica        | Aerei da trasporto                       | An-12                             | 8                  | |          |
| Antonov An-26 Curl                   | Unione Sovietica        | Aerei da trasporto                       | An-26                             | 1                  | 24 An-26 ricevuti tra il 1976 e il 1984. |          |
| Antonov An-32 Cline                  | Unione Sovietica        | Aerei da trasporto                       | An-32                             | 4                  | |          |
| Antonov An-72 Coaler                 | Unione Sovietica        | Aerei da trasporto                       | An-72                             | 4                  | |          |
| Ilyushin Il-76 Candid                | Unione Sovietica        | Aerei da trasporto                       | Il-76TD                           | 7                  | 16 Il-76 ricevuti, otto dei quali sono stati demoliti e uno immagazzinato. |          |
| CASA C-212 Aviocar                   | Spagna                  | Aerei da trasporto                       | C-212                             | 1                  | |          |
| CASA C-295                           | Europa                  | Aerei da trasporto                       | C-295W                            | 1                  | 1 C-295W ordinato ad aprile 2022. Consegnato il 25 luglio 2024. |          |
| Daher Kodiak                         | Stati Uniti Francia     | Aerei da trasporto                       | Kodiak 100                        | 3                  | 3 Kodiak 100 in servizio a tutto il 2024. |          |
| Xian MA60                            | Cina                    | Aerei da trasporto                       | MA60                              | 2                  | 2 M60 ordinati a gennaio 2018 e ricevuti a fine agosto 2019. |          |
| Aerei da addestramento               |                         |                                          |                                   |                    | |          |
| Embraer EMB-312 Tucano               | Brasile                 | Aerei da addestramento                   | EMB-312                           | 12                 | 8 EMB-312 ricevuti nel 1998, più 6 ex Fuerza Aérea del Perú acquistati a marzo 2002. |          |
| Hongdu K-8                           | Cina                    | Aerei da addestramento                   | K-8W                              | 12                 | 12 K-8W ordinati nel 2018 e consegnati in due lotti da 6 aerei a gennaio e dicembre 2020. |          |
| Aero L-29 Delfin                     | Rep. Ceca               | Aerei da addestramento                   | L-29                              | 6                  | |          |
| Aero L-39 Albatros                   | Rep. Ceca               | Aerei da addestramento                   | L-39C                             | 4                  | A maggio 2023 è stato firmato un contratto con la ceca Aero Vodochody con il quale i 4 L-39C ancora in organico saranno aggiornati allo standard L-39CW. L'aggiornamento (inizio previsto per la seconda metà del 2023) prevede revisione delle cellule, nuova avionica e motori statunitensi Williams FJ44-4M, che li porterà ad uno standard simile al nuovo Aero L-39NG. |          |
| Pilatus PC-7                         | Svizzera                | Aerei da addestramento                   | PC-7                              | 22                 | |          |
| Pilatus PC-9                         | Svizzera                | Aerei da addestramento                   | PC-9                              | 4                  | |          |
| Elicotteri                           |                         |                                          |                                   |                    | |          |
| Bell 212                             | Stati Uniti             | Elicotteri utility                       | AB 212                            | 9                  | |          |
| AgustaWestland AW109 Power           | Italia                  | Elicotteri utility                       | AW109E                            | 2                  | 6 ordinati a dicembre 2015. |          |
| AgustaWestland AW139                 | Italia                  | Elicotteri utility                       | AW139                             | 4                  | |          |
| Sud-Aviation SA 316 Alouette III     | Francia                 | Elicotteri utility                       | SA 316SA 319                      | 21                 | |          |
| Aérospatiale SA 341 Gazelle          | Francia                 | Elicotteri d'attacco                     | SA 342                            | 8                  | |          |
| Mil Mi-24 Hind                       | Unione Sovietica Russia | Elicotteri d'attacco                     | Mi-25Mi-35                        | 15                 | |          |
| Mil Mi-8 Hip                         | Unione Sovietica        | elicottero multiruolo                    | Mi-8Mi-17Mi-171sh                 | 65                 | |          |

## Aeromobili ritirati
- Sukhoi Su-24MK Fencer - 12 esemplari (1999-?)[29]